# Liste von Kunstwerken im öffentlichen Raum in Marl
Die Liste von Kunstwerken im öffentlichen Raum in Marl gibt einen Überblick über Kunst im öffentlichen Raum, unter anderem Skulpturen, Plastiken, Landmarken und andere Kunstwerke in Marl, Kreis Recklinghausen. Es besteht kein Anspruch auf Vollständigkeit.

## Kunstwerke in Marl
| Bezeichnung                                    | Standort                                                          | Koordinate                     | errichtet | Künstler                                    | Anmerkungen | Bild |
| ---------------------------------------------- | ----------------------------------------------------------------- | ------------------------------ | --------- | ------------------------------------------- | --- | ---- |
| Feuille se reposant (Das ruhende Blatt)        | Skulpturenmuseum Glaskasten, Creiler Platz 1                      | 51° 39′ 22″ N, 7° 5′ 37″ O     | 1959      | Hans Arp                                    | Bronze, 120 × 192 × 44 cm, Die Skulptur wurde in der Nacht vom 22/23.7.2023 gestohlen. Der Schaden beträgt etwa 500.000 €. |      |
| Ohne Titel (Frankfurter Skulptur)              | Skulpturenmuseum Glaskasten, Creiler Platz 1                      | 51° 39′ 22″ N, 7° 5′ 42″ O     | 1978      | Richard Serra                               | Corten-Stahl, geschmiedet, 140 × 100 × 180 cm                                                                              |      |
| Innen-Außen-Neben                              | Skulpturenmuseum Glaskasten, Creiler Platz 1                      | 51° 39′ 21,2″ N, 7° 5′ 40,9″ O | 1982      | James Reineking                             | Stahl, 41 × ⌀ 316 cm |      |
| Naturmaschine                                  | Skulpturenmuseum Glaskasten, Creiler Platz 1                      | 51° 39′ 21″ N, 7° 5′ 41″ O     | 1969      | Brigitte und Martin Matschinsky-Denninghoff | Chromnickelstahl, 160 × 510 × 230 cm                                                                                       |      |
| LES FLEURS DU MAL                              | Skulpturenmuseum Glaskasten, Creiler Platz 1                      | 51° 39′ 21″ N, 7° 5′ 39″ O     | 2014      | Mischa Kuball                               | Metall, Plexiglas, LED, Betonvase                                                                                          |      |
| Umlauf                                         | Skulpturenmuseum Glaskasten, Creiler Platz 1                      | 51° 39′ 22″ N, 7° 5′ 36″ O     | 2002      | Alexander Rüdiger Titz                      | Ungenutztes Kneipp-Becken, 8 Aluminiumscheiben, Elektrik, Höhe: 100 cm, ⌀ 640 cm                                           |      |
| So und So                                      | Skulpturenmuseum Glaskasten, Creiler Platz 1                      | 51° 39′ 17″ N, 7° 5′ 36″ O     | 1988/1989 | Timm Ulrichs                                | Stahl, 100 × 250 × 250 cm                                                                                                  |      |
| Non Violence                                   | Skulpturenmuseum Glaskasten, Creiler Platz 1                      | 51° 39′ 19″ N, 7° 5′ 42″ O     | 1995-1999 | Carl Fredrik Reuterswärd                    | Bronze |      |
| Grand Orphée (Großer Orpheus)                  | Rathaus Marl, Innenhof, Creiler Platz 1                           | 51° 39′ 15″ N, 7° 5′ 32″ O     | 1956      | Ossip Zadkine                               | Bronze |      |
| Kugel und Schale                               | Rathaus Marl                                                      | 51° 39′ 23″ N, 7° 5′ 42″ O     | 1970      | André Volten                                | Stahl |      |
| Afrikanisch I, später Gruß an Willi Baumeister | Skulpturenmuseum Glaskasten, Creiler Platz 1                      | 51° 39′ 22″ N, 7° 5′ 42″ O     | 2002      | Emil Cimiotti                               | Bronze |      |
| 7-1973 Raumturm mit Lichtraster                | Skulpturenmuseum Glaskasten, Creiler Platz 1                      | 51° 39′ 22″ N, 7° 5′ 41″ O     | 1973      | William Brauhauser                          | |      |
| NIKE                                           | City-See                                                          | 51° 39′ 16″ N, 7° 5′ 35″ O     | 1956      | Bernhard Heiliger                           | Bronze |      |
| 3/72 Rahmenkonstruktion                        | Skulpturenmuseum Glaskasten, Creiler Platz 1                      | 51° 39′ 15″ N, 7° 5′ 34″ O     | 1972      | Alf Lechner                                 | Corten-Stahl |      |
| Raumpflug                                      | Skulpturenmuseum Glaskasten, Creiler Platz 1                      | 51° 39′ 23″ N, 7° 5′ 37″ O     | 1983/1984 | Wilfried Hagebölling                        | Corten-Stahl |      |
| Granit Gespalten                               | Skulpturenmuseum Glaskasten, Creiler Platz 1                      | 51° 39′ 17″ N, 7° 5′ 37″ O     | 1987      | Ulrich Rückriem                             | Blauer Granit |      |
| El Greco                                       | Skulpturenmuseum Glaskasten, Creiler Platz 1                      | 51° 39′ 18″ N, 7° 5′ 39″ O     | 1993/94   | Paul Suter                                  | Eisen |      |
| Denkmal für einen Gefangenen                   | Skulpturenmuseum Glaskasten, Creiler Platz 1                      | 51° 39′ 34″ N, 7° 5′ 35″ O     | 2010      | Emilia Kabakow und Ilja Kabakow             | Beton, Stahl, Baum |      |
| Die Trauernde                                  | Skulpturenpark Skulpturenmuseum Glaskasten, Creiler Platz 1       | 51° 39′ 30″ N, 7° 5′ 37″ O     |           | Hermann Breucker                            | Muschelkalkstein, 165 × 50 × 100 cm                                                                                        |      |
| Grund / Ground                                 | Skulpturenpark Skulpturenmuseum Glaskasten, Creiler Platz 1       | 51° 39′ 29″ N, 7° 5′ 37″ O     | 1987/2006 | Micha Ullman                                | Eisen, Erde, Gras |      |
| Vehoohr                                        | Skulpturenpark Skulpturenmuseum Glaskasten, Creiler Platz 1       | 51° 39′ 26″ N, 7° 5′ 36″ O     | 1986/2015 | Bogomir Ecker                               | Edelstahl, Aluminium, Lack                                                                                                 |      |
| Melonensäule                                   | Skulpturenpark Skulpturenmuseum Glaskasten, Creiler Platz 1       | 51° 39′ 24″ N, 7° 5′ 36″ O     | 2017      | Thomas Schütte                              | |      |
| Mundloch                                       | Skulpturenpark Skulpturenmuseum Glaskasten, Creiler Platz 1       | 51° 39′ 32″ N, 7° 5′ 46″ O     | 1983      | Diethelm Koch                               | |      |
| Schlanke Büste                                 | Skulpturenpark Skulpturenmuseum Glaskasten, Creiler Platz 1       | 51° 39′ 33″ N, 7° 5′ 43″ O     |           | Franz Bernhard                              | Corten-Stahl, Dauerleihgabe an das Museum                                                                                  |      |
| Marlsku                                        | Skulpturenmuseum Glaskasten, Creiler Platz 1                      | 51° 39′ 19″ N, 7° 5′ 40″ O     | 1970-1972 | Werner Graeff                               | Stahlbeton |      |
| Porträt Dietrich Bonhoeffer                    | Skulpturenmuseum Glaskasten, Creiler Platz 1                      | 51° 39′ 19″ N, 7° 5′ 41″ O     | 1977      | Alfred Hrdlicka                             | Bronze |      |
| Polyeder                                       | Skulpturenmuseum Glaskasten, Creiler Platz 1                      | 51° 39′ 18″ N, 7° 5′ 41″ O     |           | Ansgar Nierhoff                             | Stahl, je circa 90 cm Durchmesser                                                                                          |      |
| Statt-Waage                                    |                                                                   | 51° 39′ 19″ N, 7° 5′ 45″ O     | 1997      | Ulrike Kessl                                | Industriewaage 190 × 100 × 180 cm                                                                                          |      |
| YZI                                            | City-See                                                          | 51° 39′ 19″ N, 7° 5′ 30″ O     | 1969      | Olle Baertling                              | Stahl, 300 × 250 × 1,5 cm                                                                                                  |      |
| Umgang                                         | City-See                                                          | 51° 39′ 17,7″ N, 7° 5′ 30,2″ O | 1988      | Lutz Fritsch                                | Stahl, lackiert |      |
| Die große Badende Nr. 1                        | Skulpturenmuseum Glaskasten, Creiler Platz 1, City-See            | 51° 39′ 22,3″ N, 7° 5′ 35,2″ O | 1956      | Emilio Greco                                | |      |
| Zylindrische Konstruktion                      | City-See                                                          | 51° 39′ 22″ N, 7° 5′ 34″ O     | 1969      | André Volten                                | |      |
| A view to the Temple                           | Skulpturenpark Skulpturenmuseum Glaskasten, Creiler Platz 1       | 51° 39′ 30″ N, 7° 5′ 39″ O     | 2003      | Ian Hamilton Finlay                         | Vier Guillotinen aus Holz mit Fallbeilen aus Bronze                                                                        |      |
| Verteilung der Saat – Die Kollekte der Asche   | Skulpturenpark Skulpturenmuseum Glaskasten, Creiler Platz 1       | 51° 39′ 27″ N, 7° 5′ 39″ O     | 1995/97   | Jochen Gerz und Esther Shalev-Gerz          | Stahl, zweiteilig, je 1800 × 20 cm Durchmesser                                                                             |      |
| Merlak                                         | Skulpturenpark Skulpturenmuseum Glaskasten, Creiler Platz 1       | 51° 39′ 31″ N, 7° 5′ 38″ O     | 2004      | Robert Schad                                | Stahl 330 × 120 × 105 cm                                                                                                   |      |
| Enfim B                                        | Skulpturenpark Skulpturenmuseum Glaskasten, Creiler Platz 1       | 51° 39′ 29″ N, 7° 5′ 40″ O     | 2004      | Robert Schad                                | Stahl 890 × 30 × 30 cm |      |
| Vorgebeugter Mann                              | Skulpturenpark Skulpturenmuseum Glaskasten, Creiler Platz 1       | 51° 39′ 29″ N, 7° 5′ 39″ O     | 1954      | Seff Weidl                                  | |      |
| Wand Wegener                                   | Skulpturenpark Skulpturenmuseum Glaskasten, Creiler Platz 1       | 51° 39′ 29″ N, 7° 5′ 43″ O     | 1962      | Friederich Werthmann                        | Remanit |      |
| Schilderwald                                   | Skulpturenmuseum Glaskasten, Creiler Platz 1                      | 51° 39′ 23″ N, 7° 5′ 39″ O     | 1970/1971 | Stefan Wewerka                              | Verkehrsschilder mit eigenem Design                                                                                        |      |
| Atminas                                        | Skulpturenmuseum Glaskasten, Creiler Platz 1                      | 51° 39′ 23″ N, 7° 5′ 39″ O     | 1991      | Christina Kubisch                           | Naturstein, Schwarzlicht, Ultraschallmodule                                                                                |      |
| Ohne Titel                                     | Skulpturenmuseum Glaskasten, Creiler Platz 1                      | 51° 39′ 23″ N, 7° 5′ 39″ O     | 1979      | Wolfgang Nestler                            | |      |
| 4 × Eisen                                      | Skulpturenmuseum Glaskasten, Creiler Platz 1                      | 51° 39′ 23″ N, 7° 5′ 39″ O     |           | Rolf Julius                                 | |      |
| Sich Entkleidende II                           | Skulpturenmuseum Glaskasten, Creiler Platz 1                      | 51° 39′ 23″ N, 7° 5′ 38″ O     | 1967      | Michael Schoenholtz                         | |      |
| Vertikaler Rhythmus                            | Skulpturenmuseum Glaskasten, Creiler Platz 1                      | 51° 39′ 21″ N, 7° 5′ 41″ O     | 1980      | Hagen Hilderhof                             | Corten-Stahl |      |
| Paar                                           | Skulpturenmuseum Glaskasten, Creiler Platz 1                      | 51° 39′ 20″ N, 7° 5′ 41″ O     | 1979      | Hagen Hilderhof                             | |      |
| Quader für Marl                                | Skulpturenmuseum Glaskasten, Creiler Platz 1                      | 51° 39′ 22″ N, 7° 5′ 43″ O     | 1991      | Günther Zins                                | Edelstahl |      |
| Spielende Frau                                 | Skulpturenmuseum Glaskasten, Creiler Platz 1                      | 51° 39′ 21,2″ N, 7° 5′ 40,9″ O | 1956      | Giacomo Manzù                               | |      |
| Brainwaves                                     | Parkhaus der Paracelsus-Klinik                                    | 51° 39′ 44″ N, 7° 7′ 32″ O     | 2001      | Jan van Munster                             | Drei Leuchtstoffröhren, blau, geformt                                                                                      |      |
| Der Heilende – der Geheilte – der Kranke       | Paracelsus-Klinik Marl, Lipper Weg 11                             | 51° 39′ 44″ N, 7° 7′ 26″ O     | 1955      | Karl Hartung                                | Bronze |      |
| Huldigung an Oskar Schlemmer                   | Paracelsus-Klinik Marl, Lipper Weg 11, Skulpturenpark             | 51° 39′ 46″ N, 7° 7′ 25″ O     | 1985/1989 | Gerlinde Beck                               | |      |
| Offener Würfel                                 | Paracelsus-Klinik Marl, Lipper Weg 11, Skulpturenpark             | 51° 39′ 40″ N, 7° 7′ 35″ O     | 1969      | Erwin Heerich                               | |      |
| TXADA                                          | Paracelsus-Klinik Marl, Lipper Weg 11, Skulpturenpark             | 51° 39′ 41″ N, 7° 7′ 28″ O     |           | Josesteban                                  | |      |
| Säule mit 3-6-eckigen Querschnitten            | Paracelsus-Klinik Marl, Lipper Weg 11, Skulpturenpark             | 51° 39′ 41″ N, 7° 7′ 27″ O     |           | Max Bill                                    | |      |
| Mittagsschattenbahn                            | Paracelsus-Klinik Marl, Lipper Weg 11, Skulpturenpark             | Koordinaten fehlen! Hilf mit.  | 1989/1990 | Franz Rudolf Knubel                         | |      |
| Planetenscheibe                                | Paracelsus-Klinik Marl, Lipper Weg 11, Skulpturenpark             | Koordinaten fehlen! Hilf mit.  | 1989/1990 | Franz Rudolf Knubel                         | |      |
| Alpha XVII                                     | Paracelsus-Klinik Marl, Lipper Weg 11, Skulpturenpark             | 51° 39′ 43″ N, 7° 7′ 37″ O     | 1994      | Alfons Kunen                                | |      |
| Am Geländer                                    | Paracelsus-Klinik Marl, Lipper Weg 11, Skulpturenpark             | 51° 39′ 39″ N, 7° 7′ 33″ O     | 1988      | Peter Könitz                                | |      |
| Wie oben so unten                              | Paracelsus-Klinik Marl, Lipper Weg 11, Skulpturenpark             | 51° 39′ 40″ N, 7° 7′ 33″ O     | 1999      | Victor Bonato                               | |      |
| Cantico dei Cantici                            | Paracelsus-Klinik Marl, Lipper Weg 11, Skulpturenpark             | 51° 39′ 41″ N, 7° 7′ 26″ O     | 1957      | Marcello Mascherini                         | |      |
| Olli                                           | Paracelsus-Klinik Marl, Lipper Weg 11, Skulpturenpark             | 51° 39′ 41″ N, 7° 7′ 28″ O     | 1969      | Karl Ehlers                                 | |      |
| Licht-Bild                                     | Paracelsus-Klinik Marl, Lipper Weg 11, Skulpturenpark             | 51° 39′ 44″ N, 7° 7′ 25″ O     | 1991/92   | Günter Dohr                                 | |      |
| Doppelkreuz 3/91                               | Paracelsus-Klinik Marl, Lipper Weg 11, Skulpturenpark             | Koordinaten fehlen! Hilf mit.  | 1991      | Heinz-Günter Prager                         | |      |
| Figur                                          | Paracelsus-Klinik Marl, Lipper Weg 11, Skulpturenpark             | 51° 39′ 43″ N, 7° 7′ 25″ O     | 1983      | Hans Steinbrenner                           | |      |
| Bodenobjekt                                    | Paracelsus-Klinik Marl, Lipper Weg 11, Skulpturenpark             | 51° 39′ 42″ N, 7° 7′ 36″ O     | 1991      | Susanne Windelen                            | |      |
| La Tortuga (Die Schildkröte)                   | Am Theater                                                        | 51° 39′ 8″ N, 7° 5′ 21″ O      | 1987/1993 | Wolf Vostell                                | Dampflokomotive mit Tender in Betonwanne und andere Materialien, ca. 600 × 2300 × 300 cm                                   |      |
| Ohne Titel                                     | Brassertstr. 7, vor dem Finanzamt                                 | 51° 39′ 11″ N, 7° 5′ 17″ O     | 1980      | Susanne von Volckmann                       | |      |
| Himmelsachse                                   |                                                                   | 51° 39′ 8″ N, 7° 5′ 21″ O      | 1996/1998 | Vera Röhm                                   | Edelstahl, Cortenstahl, gelaserte Schrift auf der Sockelplatte, 720 × 14 cm                                                |      |
| Stierscheibe/Ring                              | Skulpturenmuseum Glaskasten, Creiler Platz 1                      | 51° 39′ 23″ N, 7° 5′ 41″ O     | 1984      | Stefan Pietryga                             | Stahl, zweiteilig, je ca. 298 cm Durchmesser                                                                               |      |
| Continued Landscape                            | Skulpturenmuseum Glaskasten, Creiler Platz 1                      | 51° 39′ 23″ N, 7° 5′ 41″ O     | 1997      | Anna Schuster                               | Container, Monitore, Video-Split-Technik, 200 × 600 × 200 cm                                                               |      |
| Tor zu Baalbek                                 | Eduard-Weitsch-Weg                                                | 51° 39′ 24″ N, 7° 5′ 40″ O     | 1977      | Carl Bucher                                 | Polystone |      |
| Sitzende Figur                                 | Eduard-Weitsch-Weg                                                | 51° 39′ 25″ N, 7° 5′ 41″ O     | 1974      | Hede Bühl                                   | Granit |      |
| Dyspepsie                                      | Eduard-Weitsch-Weg                                                | 51° 39′ 25″ N, 7° 5′ 42″ O     | 1968      | Jochen Hiltmann                             | Bronze, Edelstahl |      |
| Skulptur St. Triphon                           |                                                                   | 51° 39′ 25″ N, 7° 5′ 42″ O     | 1965/66   | Ödön Koch                                   | Stein 145 × 40 × 40 cm |      |
| Marler Kreuzstück                              | Eduard-Weitsch-Weg                                                | 51° 39′ 26″ N, 7° 5′ 43″ O     | 1989/90   | Heinz-Günter Prager                         | Stahl |      |
| Skulptur                                       | Eduard-Weitsch-Weg                                                | 51° 39′ 27″ N, 7° 5′ 44″ O     | 1985/86   | Ansgar Nierhoff                             | |      |
| Neon-Stück (Angst)                             | Am Rathaus                                                        | 51° 39′ 23″ N, 7° 5′ 47″ O     | 1989      | Ludger Gerdes                               | Metall, Plexiglas, LEDs, 180 × 700 × 32 cm                                                                                 |      |
| Lagerhaltung                                   | Josefa-Lazuga-Straße                                              | 51° 39′ 22″ N, 7° 5′ 50″ O     |           | Eberhard Bosslet                            | |      |
| Großes Tor                                     | Josefa-Lazuga-Straße                                              | 51° 39′ 23″ N, 7° 5′ 51″ O     | 1984      | Jan Meyer-Rogge                             | |      |
| Großer Marler Steinkreis                       | Adolf-Grimme-Straße                                               | 51° 39′ 26″ N, 7° 5′ 48″ O     | 1981      | Igael Tumarkin                              | Beton, Stein, Bäume, Stoff, Farbe                                                                                          |      |
| PolSku                                         | Adolf-Grimme-Straße                                               | 51° 39′ 25″ N, 7° 5′ 49″ O     | 1972      | Werner Graeff                               | Beton |      |
| Faber 23-27/68                                 | Hagenstraße                                                       | 51° 39′ 36″ N, 7° 5′ 58″ O     | 1968      | Franz Rudolf Knubel                         | |      |
| Minerva                                        | vor der Polizei Marl, Rappaportstr. 1                             | 51° 39′ 34″ N, 7° 6′ 5″ O      |           | Katsuhito Nishikawa                         | Bronze |      |
| Kriecher                                       | Albert Schweitzer-Geschwister Scholl-Gymnasium (ASG), Hagenstraße | 51° 39′ 42″ N, 7° 6′ 0″ O      | 1969/1970 | Michael Schwarze                            | Bronze |      |
| Gasometer                                      | Kreisverkehr zwischen Insel und Busbahnhof/Bergstraße             | 51° 39′ 10″ N, 7° 5′ 49″ O     | 1980/1981 | Haus-Rucker-Co                              | Stahl, 1350 cm Durchmesser, Höhe 500 cm                                                                                    |      |
| Stier                                          | Gänsebrink                                                        | Koordinaten fehlen! Hilf mit.  | 1955-1960 | Vojin Bakic                                 | Bronze |      |
| Brunnen Drei mal Sieben                        | Park des Marienhospitals Zeppelinstraße 23                        | 51° 39′ 4″ N, 7° 5′ 5″ O       | 1984      | Friederich Werthmann                        | Remanit, 300 × 80 × 80 cm                                                                                                  |      |
| Windbewegtes Objekt II                         | Schulhof Martin-Buber-Schule Emslandstraße 16                     | 51° 39′ 5″ N, 7° 6′ 19″ O      | 1973      | Hein Sinken                                 | |      |
| Baumskulptur                                   | Park Nähe Merkurstraße                                            | 51° 39′ 11″ N, 7° 6′ 4″ O      | 1994      | Rudolf Wachter                              | |      |
| Anti-Buchlesemaschine                          | Merkurstraße 7                                                    | 51° 39′ 13″ N, 7° 6′ 1″ O      | 1997      | Herbert Zangs                               | Stahl, 220 × 280 × 173,5 cm                                                                                                |      |
| Flächen-Durchdringung 88                       | Mittelstreifen Willy-Brandt-Allee, vor Kreuzung Herzlia-Allee     | 51° 38′ 57″ N, 7° 6′ 12″ O     |           | Peter Schwickerath                          | |      |
| Schwebende Form                                | Vor dem Bauturm, Liegnitzer Straße 5                              | 51° 39′ 0″ N, 7° 5′ 19″ O      | 1964      | Karl Prasse                                 | Bronze |      |
| Scheibenplastik 3/68                           | Max-Reger-Straße 51, Canisiusschule                               | 51° 39′ 29″ N, 7° 8′ 41″ O     | 1968      | Ludwig Dinnendahl                           | Aluminiumguss |      |
| 4 x 4 = 16                                     | Max-Reger-Straße 51, Canisiusschule                               | 51° 39′ 26″ N, 7° 8′ 38″ O     |           | Friedrich Gräsel                            | |      |
| Regenvogel-Brunnen                             | In de Flaslänne 22, Haard-/Johannesschule                         | 51° 39′ 58″ N, 7° 11′ 11″ O    |           | Heiner Kuhlmann                             | |      |
| Ringende Knaben                                | Grundschule Sickingmühle                                          | 51° 41′ 58″ N, 7° 7′ 22″ O     | ca. 1963  | Günter Schmitz                              | Bronze, Aufstellung beim Bau der Schule, Restaurierung und Wiederaufstellung 2010                                          |      |
| Landschaftskunstwerk Wasserstände              | Lippeaue Sickingmühle                                             | 51° 42′ 16″ N, 7° 6′ 57″ O     | 2000      | Herman Prigann                              | Beton, Ehemalige baufälliges Wasserwerk an den Lippeauen Sickingmühle.                                                     |      |